# 재민
재민(본명: 나재민, 羅渽民, 2000년 8월 13일 ~ )은 대한민국의 가수로 보이 그룹 NCT,NCT DREAM, NCT U의 멤버이다.  

## 학력
- 인천청일초등학교 (졸업)
- 인천해원중학교 (중퇴)
- 서울공연예술고등학교 (실용무용과 / 졸업)